# 入明寺
入明寺（にゅうみょうじ）は、山梨県甲府市住吉四丁目13-36にある浄土真宗の寺院。山号は法流山。本尊は阿弥陀如来。

## 歴史
この寺は、1487年（長享元年）浄閑の開山により創建された寺で、当初長元寺と称していたが、その後現在の入明寺に改められた。

## 主な墓所

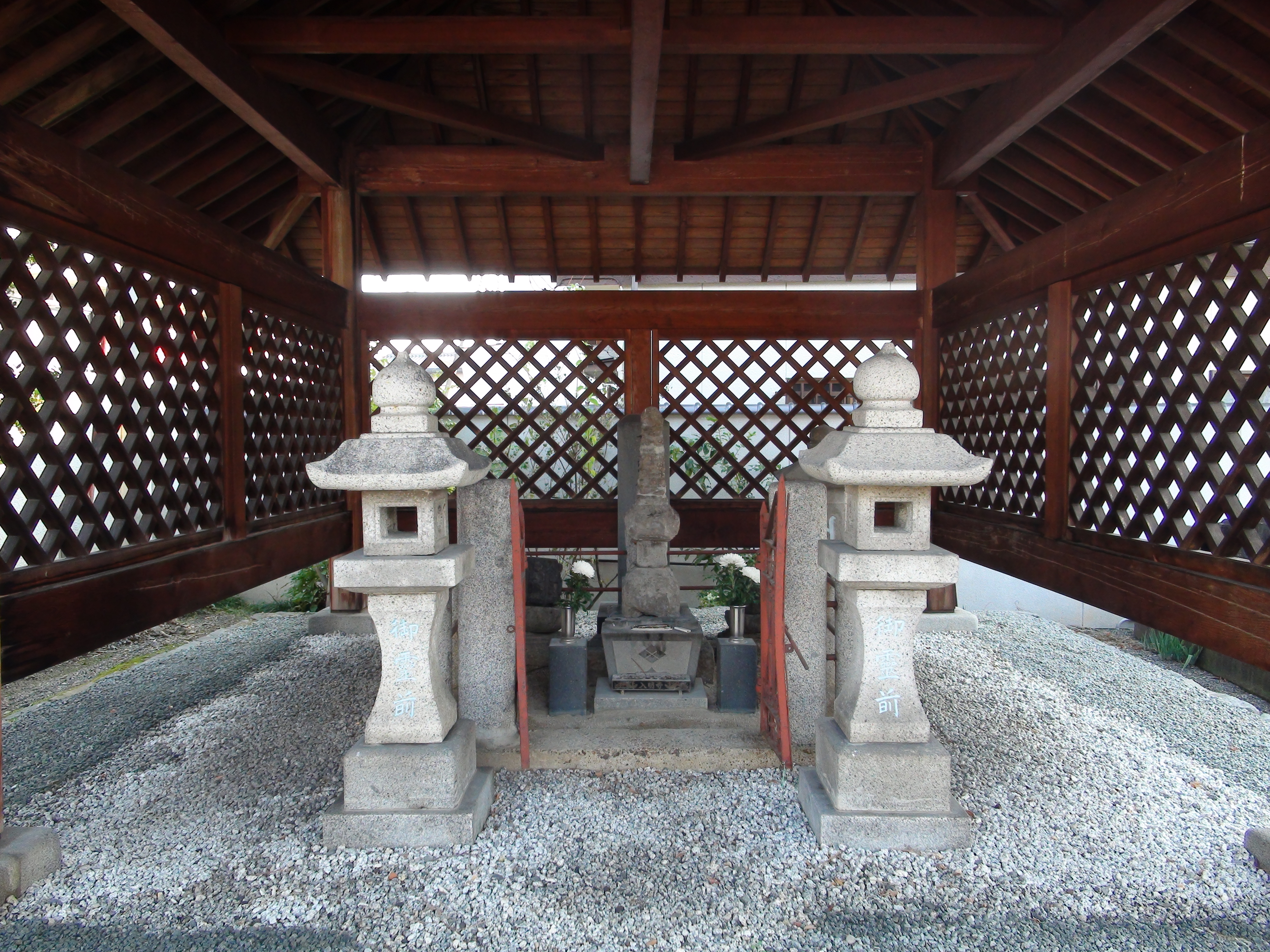
武田竜芳（海野信親）墓所

- 海野信親（武田信玄次男）

## 所在地
- 山梨県甲府市住吉4-13-36
  - 最寄り駅：JR身延線南甲府駅